# Boeing KC-46 Pegasus
Il Boeing KC-46 Pegasus è un aereo militare per il rifornimento in volo e trasporto strategico sviluppato dalla Boeing dal suo aereo di linea 767. Nel febbraio 2011, l'aerocisterna è stata selezionata dalla United States Air Force (USAF) come vincitrice del programma KC-X per un nuovo tanker, progettato per sostituire le vecchie aerocisterne KC-135 Stratotanker. Il 18 agosto 2016, l'U.S. Air Force ha assegnato 2.8 miliardi di dollari alla Boeing per la realizzazione (a basso tasso di produzione iniziale) degli aerorifornitori KC-46A.
Lo stanziamento comprende i primi due "lotti di produzione" da 7 e 12 velivoli oltre a parti di ricambio. Comprendendo le opzioni future, Boeing prevede di costruire un totale di 179 di questi velivoli da rifornimento per sostituire l'attuale flotta di KC-135.

## Storia del progetto
Con l'avvio del nuovo millennio, l'US Air Force individuò nel velivolo 767 civile la piattaforma da modificare in aviorifornitore per sostituire i suoi più anziani KC-135E Stratotanker (fino a 200 unità), e lo selezionò per realizzare il Boeing KC-767. Boeing sulla base del requisito USAF ampliò il requisito individuando una configurazione più completa del velivolo militare denominata Convertible Combi. L'Aeronautica Militare Italiana, aveva maturato in quel periodo altrettanta necessità di sostituire i propri aviorifornitori realizzati su piattaforma B707, ed espresse così interesse per il nuovo velivolo. Come cliente di lancio ne ufficializzò la selezione a luglio 2022. La progettazione della trasformazione del velivolo passeggeri green nella configurazione, (la più completa del velivolo militare, quella destinata all'AMI), fu eseguita in cooperazione con Alenia Aeronavali e Alenia Aeronautica. I quattro velivoli del nuovo aerorifornitore sono stati realizzati tra Napoli e Wichita e consegnati all'AMI nel primo decennio del nuovo millennio.
L'Aerocisterna Boeing destinata successivamente al Dipartimento della Difesa degli Stati Uniti prevedeva una configurazione limitata al Probe e al Boom (punti di rifornimento anteriore e posteriore) che apparve nell'edizione del rapporto delle denominazioni del DoD del 2004. L'Air Force decise di prendere in leasing 100 di questi KC-767 da Boeing.. 
Nonostante le varie nazioni che proponevano leasing di aerei militari non avessero fatto opposizione alla scelta dell'USAF, il senatore statunitense John McCain e altri giudicarono l'accordo di leasing come costoso e problematico. In risposta alle proteste, l'Air Force trovò un compromesso nel novembre 2003, per cui sarebbero stati acquisti 80 KC-767 e solo 20 presi in leasing. Nel dicembre 2003, il Pentagono annunciò il congelamento del programma (limitatamente alla configurazione definita dal proprio requisito), perché un'indagine basata su accuse di corruzione portò all'arresto di uno dei suoi ex dirigenti addetti all'approvvigionamento reo di aver fatto domanda per lavorare alla Boeing.  Di conseguenza, il contratto per la fornitura di KC-767A all'Air Force fu ufficialmente cancellato dal DoD nel gennaio 2006.

## Il Programma KC-X dell'USAF

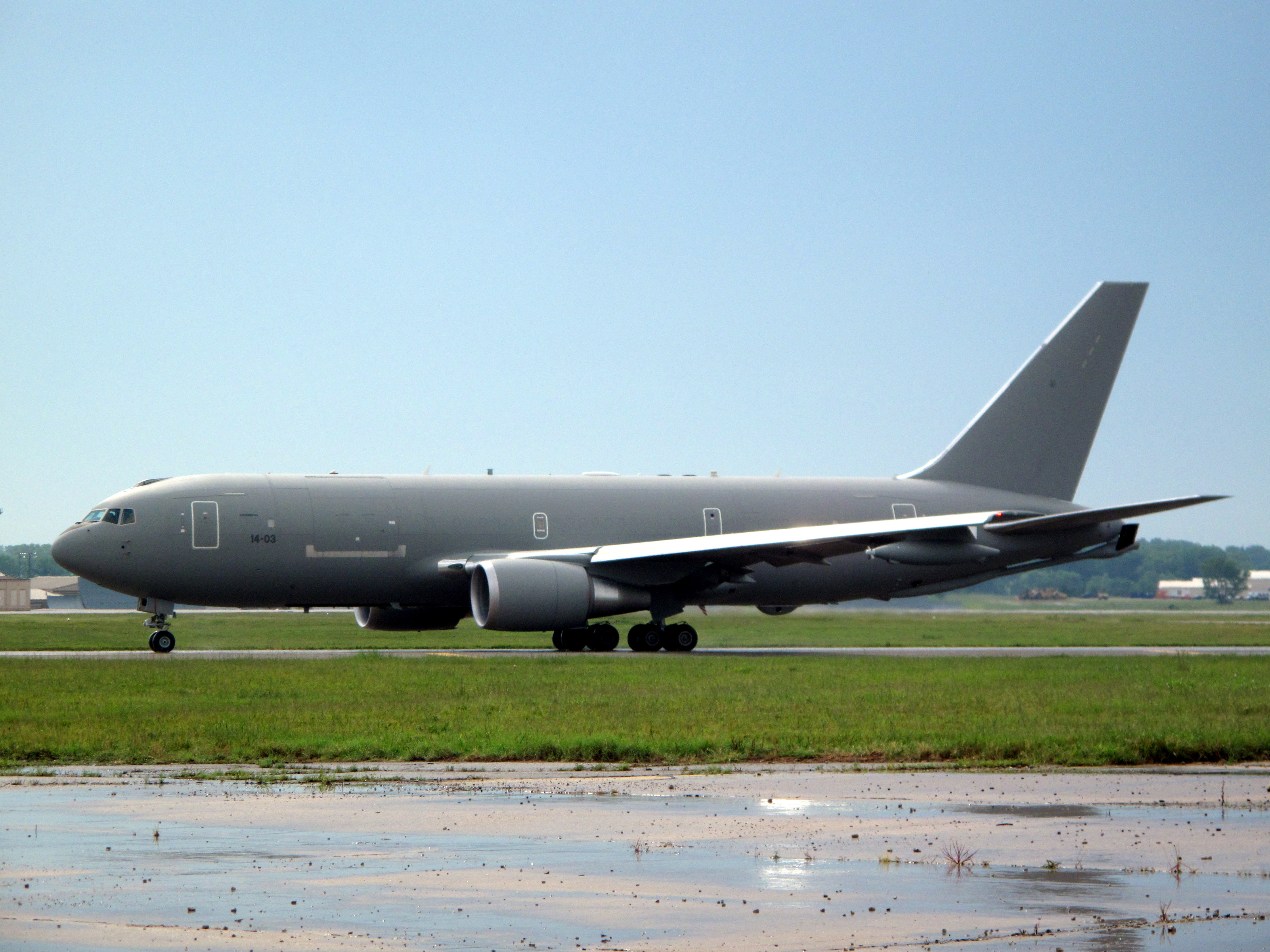
Un KC-767 dell'Aeronautica Militare Italiana sul piazzale della McConnell AFB della fabbrica Boeing di Wichita (Kansas) in 2010

Nel 2006 l'USAF rilasciò una richiesta di intenti (RFP) per il programma relativo ad una nuova aerocisterna denominato KC-X, da selezionare entro il 2007. Boeing annunciò che avrebbe potuto svilupparne una di capacità ancora più elevata sulla base del Boeing 777, chiamata KC-777. Airbus si unì a Northrop Grumman per offrire l'Airbus A330 MRTT, la versione tanker dell'A330, che fu commercializzato per la USAF con la denominazione di KC-30.
Alla fine di gennaio 2007, l'USAF emise per il programma KC-X una richiesta di 179 aerei (4 prototipi e 175 di serie), in un contratto per un valore stimato di 40 miliardi di dollari. Tuttavia, Northrop ed EADS espressero il loro disappunto per come il RFP venne strutturato e minacciarono di ritirarsi, lasciando solo Boeing in qualità di offerente.

## Utilizzatori
Stati Uniti
- USAF

168 ordinati al dicembre 2024, con previsione per una commessa complessiva di 179 aerei. Il primo aereo è stato consegnato l'11 gennaio 2019.
Unità operative
22nd Air Refueling Wing, McConnell AFB, Kansas
60th Air Mobility Wing, Travis AFB, California
157th Air Refueling Wing, New Hampshire Air National Guard
108th Wing, New Jersey Air National Guard
931st Air Refueling Wing, McConnell AFB, Kansas, AFRES
916th Air Refueling Wing, Seymour Johnson AFB, Carolina del Nord, AFRES
305th Air Mobility Wing. Joint Base McGuire-Dix-Lakehurst
 Giappone
- Kōkū Jieitai

Previsione di acquisto per 4 esemplari, il primo dei quali ordinato a dicembre 2017 ed il secondo al dicembre 2018. Ulteriori 2 aerei sono stati ordinati ad ottobre 2020. Il primo esemplare è stato consegnato il 29 ottobre 2021, mentre il secondo a febbraio 2022. Ulteriori due aerei, ordinati il 29 novembre 2022, hanno portato a sei il totale dei KC-46A acquistati.
 Israele
- Heyl Ha'Avir

4 KC-46A ordinati a fine dicembre 2021.